# Instituto Gustave Roussy
El Instituto Gustave-Roussy (IGR) es una institución privada sin ánimo de lucro situado en la localidad de Villejuif en Valle del Marne, al sur de París. A pesar de ser un centro privado, participa en los servicios públicos hospitalarios franceses. 
Fue creado por Gustavo Roussy en 1926, como un Instituto especializado en cáncer dentro del hospital Paul-Brousse. Lleva el nombre de su creador desde 1950.
Es el primer centro europeo de lucha contra el cáncer. Además es uno de los pocos hospitales especializados del mundo que incluye una unidad de Oncología Infantil. 
Su desarrollo se hace alrededor de tres ejes principales: asistencia, investigación y enseñanza.
En este hospital han recibido tratamiento importantes personalidades francesas e internacionales, como Kylie Minogue o Marianne Faithfull.